# Rozhledna (album)
Rozhledna (2015) je třetí sólové album Petra Linharta. Nahrál ho opět s doprovodnou kapelou 29 Saiten, i když od minulého alba personálně obměněnou, a několika hosty. Album obsahuje 12 Linhartových autorských písní, pro studiovou kapelu je zaranžoval Josef Štěpánek.
Booklet podobně jako u Linhartova předchozího alba vytvořili Karel Haloun a Luděk Kubík.

## Seznam písní
1. Zaječí – 3:54
2. Johann Anton Breite – 3:36
3. Nad vodou vznáší se most – 5:26
4. To bylo to Kladno – 3:36
5. Letci a chodci – 3:10
6. Cargo – 3:36
7. Jezerský vrch – 3:55
8. Ostrovy – 2:30
9. Přísečnice – 2:58
10. Kristýno! – 4:13
11. Euronight má zpoždění – 3:51
12. Blackout – 3:00

## Inspirace
Inspirací k písním jsou v naprosté většině konkrétní místa a události. Píseň Zaječí se odehrává na nádraží v Zaječí. Johann Anton Breite je inspirovaná skutečným příběhem z Údolí Milířky, Nad vodou vznáší se most tematizuje Mostecké jezero a připomíná údajnou věštbu Edwarda Kelleyho, To bylo to Kladno připomíná asanaci Kladna. Píseň Jezerský vrch popisuje Jezerský vrch, Přísečnice připomíná stejnojmenné zatopené město, Kristýno! zpracovává příběh Kristiny Ringlové, která měla mariánské zjevení u Suchého Dolu. V písni Ostrovy se Linhart inspiroval Atlasem odlehlých ostrovů německé spisovatelky Judith Schalansky.

## Nahráli
- Petr Linhart – zpěv (1–12), akustická kytara (2, 5, 7, 10), devítistrunná kytara (3), mandocello (11), elektrická kytara (12)
- 29 Saiten
  - Josef Štěpánek – elektrická kytara (1, 3, 4, 7, 8, 10–12), elektrická barytonová kytara (2, 9), akustická kytara (4, 7–9, 12), pedal steel (2, 6, 12), lap steel (1, 6), weissenborn (4, 9–11), terciová kytara (6, 10), banjo (11, 12), oktávová mandolína (1, 9), zvonkohra (5), klávesy (5)
  - Marek Štifter – elektrická kytara (1–4, 9), akustická kytara (1, 6, 11)
  - Jan Kořínek – Hammond B3 (1–6, 8, 10–12)
  - Jan Lstibůrek – kontrabas (1–5, 7, 8, 11, 12), baskytara (2, 6, 8, 10)
  - David Landštof – bicí, perkuse (1–8, 10–12)
- hosté
  - František Segrado – zpěv (10)
  - Iva Pazderková – zpěv (5), vokály (2, 3, 6, 7, 9, 12)
  - Petra Lstibůrková – vokály (2, 3, 6, 7, 9, 12)
  - Michaela Páchová – vokály (2, 3, 6, 7, 9, 12)
  - Marcel Bárta – tenorsaxofon (1, 3), basklarinet (1, 4)

## Ocenění
Album bylo nominováno na Anděla v kategorii Folk & country na cenách Anděl 2015 a zvítězilo v hodnocení desek daného roku na folkovém serveru Folktime.cz.